# Русский Елтан
Русский Елтан — опустевшая деревня в Чистопольском районе Татарстана. Входит в состав Татарско-Елтанского сельского поселения.

## География
Находится в центральной части Татарстана на расстоянии приблизительно 26 км по прямой на юго-юго-восток от районного центра города Чистополь у реки Малый Черемшан.

## История
Основана была в первой половине XVIII веке. Упоминалось также как Новопоселённая Елтань.

## Население
Постоянных жителей было: в 1782 — 60 душ мужского пола, в 1859 — 388, в 1897 — 523, в 1908 — 419, в 1920 — 471, в 1926 — 466, в 1938 — 395, в 1949 — 185, в 1958 — 118, в 1970 — 39, в 1979 — 30, в 1989, в 2002 — 2 (русские 100 %), 0 в 2010.